# 聖婦亞納主教座堂 (薩爾瓦多)

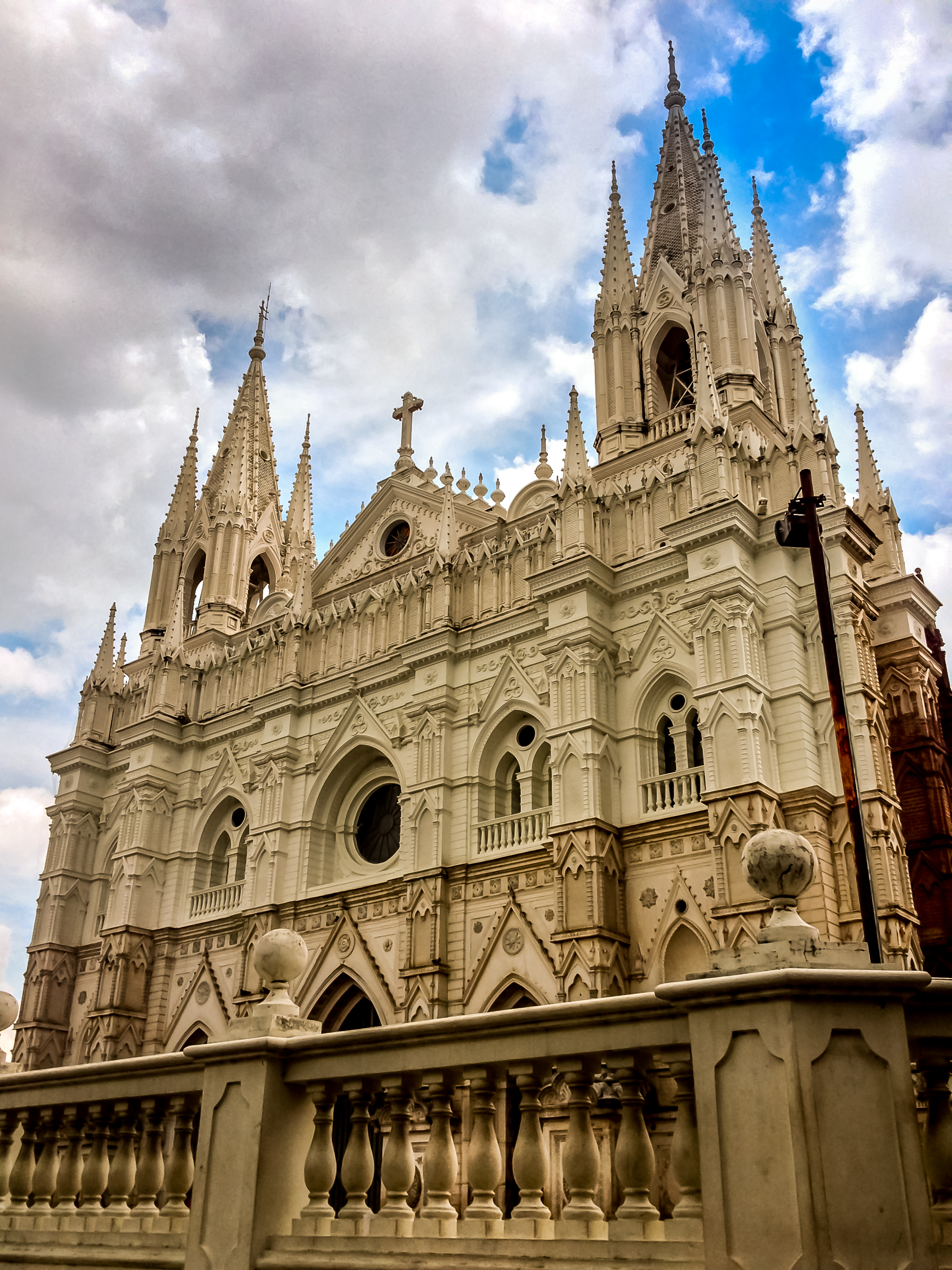
聖婦亞納主教座堂

13°59′41″N 89°33′20″W / 13.9947°N 89.5556°W
聖婦亞納主教座堂（西班牙語：Catedral de la Señora Santa Ana）位於薩爾瓦多聖安娜，始建於1575年至1576年之間，在19世紀被閃電摧毀。1904年開始重建計畫，1913年開放，不過全部的工程直到1959年2月24日聖亞納祭壇祭壇完成後才全數完工。建築形式為哥特式教堂。